# Carl Birger Höög
Carl Birger Höög, född 23 november 1899 i Hedvig Eleonora församling i Stockholm, död 8 januari 1929 i Gustav Vasa församling i Stockholm, var en svensk målare.
Höög studerade vid Wilhelmsons målarskola i Stockholm och för Othon Friesz i Paris under 1920-talet. Han ställde ut sin konst hos Bernheim Jeune och på Tuileriesaslongen i Paris. En minnesutställning med hans konst visades på Konstnärshuset i Stockholm 1928 och han var representerad vid Riksförbundet för bildande konsts vandringsutställning Åtta unga  målare 1954. Hans konst består av figursaker landskapsbilder och människoskildringar. Höög är representerad vid Moderna museet i Stockholm..  
Han var son till arkitekten Anders Höög och Johanna Jonsson. Han gifte sig 4 januari 1929 bara några dagar före sin död med Emy Sofia Brunnström (1899–1982, omgift Arkillz), med vilken han hade en dotter: Birgit Rose-Marie (1925–1929). Hans svärföräldrar var underofficeren Karl Fritiof Brunnström och Emelie Sofie Jonasson Frej.